# Стрибки у воду на Європейських іграх 2023 — синхронна вишка, 10 метрів (жінки)
Змагання зі синхронних стрибків у воду з вишки серед жінок на Європейських іграх 2023 відбулись 27 червня.

## Результати[1]
| Місце | Країна          | Спортсмени                       | Бали  | Бали  | Бали  | Бали  | Бали  | Бали    |
| Місце | Країна          | Спортсмени                       | T1    | T2    | T3    | T4    | T5    | Загалом |
| ----- | --------------- | -------------------------------- | ----- | ----- | ----- | ----- | ----- | ------- |
| 1     | Німеччина       | Крістіна Вассен Елена Вассен     | 48.00 | 50.40 | 60.48 | 63.00 | 75.84 | 297.72  |
| 2     | Україна         | Ксенія Байло Соф'я Есман         | 42.60 | 44.40 | 62.16 | 64.32 | 61.20 | 274.68  |
| 3     | Іспанія         | Валерія Антоліно Ана Карвахаль   | 46.20 | 47.40 | 58.50 | 46.98 | 62.40 | 261.48  |
| 4     | Італія          | Мая Бідіжнеллі Елеттра Нероні    | 41.40 | 40.20 | 54.00 | 43.20 | 66.24 | 245.04  |
| 5     | Франція         | Джейд Жіллє Амелі Галіфакс       | 45.60 | 38.40 | 35.28 | 52.08 | 49.92 | 221.28  |
| 6     | Румунія         | Йона Карку Назанін Еллахі        | 33.00 | 39.00 | 53.76 | 43.50 | 42.09 | 211.35  |
| 7     | Греція          | Ставрула Халему Йоанна Каракоста | 41.40 | 39.00 | 40.02 | 47.25 | 42.12 | 209.79  |
| 8     | Велика Британія | Мейсі Бонд Джульєт Джон          | 40.20 | 43.20 | 53.10 | 0.00  | 62.40 | 198.90  |